# João Pimenta Lopes

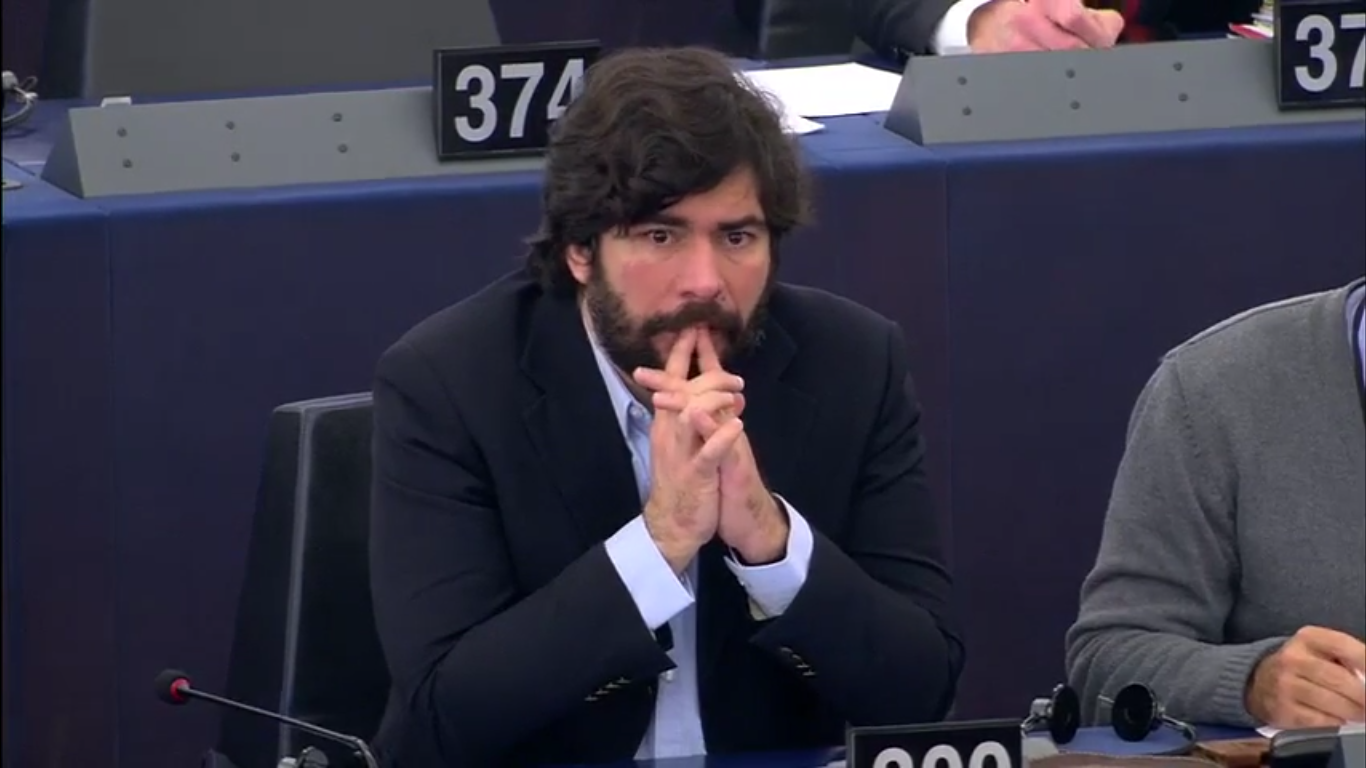
João Pimenta Lopes, 2018

João Pimenta Lopes (* 12. April 1980 in Campo Grande, Lissabon) ist ein portugiesischer Biologe und Politiker (PCP). Seit 6. Juli 2021 ist er, wie bereits von 2016 bis 2019, Mitglied des Europäischen Parlaments als Teil der GUE/NGL-Fraktion.

## Leben

### Ausbildung und berufliche Karriere
João Pimenta Lopes wurde am 12. April 1980 im Lissabonner Stadtteil Campo Grande geboren und wuchs im Vorort Amadora auf. Nach seinem Schulabschluss studierte er 1998 Biologie an der Universität Lissabon. Von 2004 bis 2007 war er wissenschaftlicher Stipendiat des Ozeanografie-Instituts der Universität Lissabon.
Aufgrund des schwierigen portugiesischen Arbeitsmarktes für Biologen begann er zunächst bei der Seilbahn des Lissabonner Zoos zu arbeiten. Im Juli 2007 wechselte er in die Kleinstadt Mora, um dort im städtischen Süßwasser-Aquarium (Fluviário de Mora) zu arbeiten. Ab September 2007 war er zunächst technischer Leiter des Aquariums, ab November 2007 bis April 2011 Verwaltungsleiter der Einrichtung. Im Februar 2015 bat er um eine Auszeit seines befristeten Vertrages, um für seine Partei PCP ins politische Sekretariat der Konföderalen Fraktion der Vereinten Europäischen Linken/Nordische Grüne Linke nach Brüssel zu wechseln.

### Politik
Pimenta Lopes wuchs in einem kommunistischen Elternhaus auf und trat 1997 im Alter von siebzehn Jahren der Kommunistischen Jugendorganisation (Juventude Comunista Portuguesa) bei. 2001 trat er der Mutterorganisation, der Portugiesischen Kommunistischen Partei (Partido Comunista Português) bei. Mit seinem Umzug nach Mora engagierte er sich im Regionalverband der PCP von Évora und war zeitweise Mitglied des Stadtrates von Mora.
Nachdem die Parteikollegin und Europaabgeordnete Inês Cristina Zuber ein Kind bekommen hatte, und das Europäische Parlament über keine Regeln für eine Elternzeit verfügt, trat Zuber im Januar 2016 von ihrem Mandat zurück. Die Kommunistische Partei nominierte daraufhin Pimenta Lopes, der bereits im Sekretariat der GUE/NGL-Fraktion arbeitete, als Nachfolger Zubers. Er nahm sein Mandat am 31. Januar 2016 auf. Zu Beginn seiner Amtszeit macht er deutlich, dass er nur für eine begrenzte Zeit Mitglied des Europäischen Parlaments sein wollte, um kein „Berufspolitiker“ zu werden. Politisch kritisierte er die Europäische Union, die er als „kriegerisch“ bezeichnete, und die sich stets in die „Souveränität der Mitgliedsstaaten“ einmische. Gleichermaßen kritisierte Pimenta Lopes das Handeln der Europäischen Union im Bürgerkriegsland Libyen und auf den griechischen Inseln.
Für die GUE/NGL-Fraktion, der er beitrat, war Pimenta Lopes Mitglied im Ausschuss für Beschäftigung und soziale Angelegenheiten sowie im Ausschuss für die Rechte der Frau und die Gleichstellung der Geschlechter, dem er als einer von mehreren stellvertretenden Vorsitzenden vorsaß. Des Weiteren war er stellvertretendes Mitglied im Ausschuss für Binnenmarkt und Verbraucherschutz (Februar 2016 bis Januar 2017) und im Ausschuss für Verkehr und Tourismus (Februar 2017 bis zum Ende der Legislatur im Juli 2019). In seiner Mandatszeit war er insgesamt 16 Mal Schattenberichterstatter für seine Fraktion. Pimenta Lopes war unter anderem auch Wahlbeobachter bei den Präsidentschafts- und Parlamentswahlen 2018 in Brasilien und galt im Europäischen Parlament als einer der vehementesten Kritiker des neuen Präsidenten Brasiliens, Jair Bolsonaro.
Nachdem er bei der Europawahl 2019 zunächst den Wiedereinzug ins Europaparlament verpasst hatte, rückte er am 6. Juli 2021 für João Ferreira ins Parlament nach.